# Funastrum glaucum
Funastrum glaucum är en oleanderväxtart som först beskrevs av Carl Sigismund Kunth, och fick sitt nu gällande namn av Rudolf Schlechter. Funastrum glaucum ingår i släktet Funastrum och familjen oleanderväxter. Inga underarter finns listade i Catalogue of Life.